# Scybalista leucolepia
Scybalista leucolepia là một loài bướm đêm trong họ Crambidae.